# Alessandro Valignano
Alessandro Valignano, o Valignani (Chieti, 15 febbraio 1539 – Macao, 20 gennaio 1606), è stato un gesuita, scrittore e missionario italiano, padre provinciale in India ed a Macao. Il suo nome cinese fu Fan Li'An (范禮安T, 范礼安S, Fàn Lǐ’ānP).
Evangelizzatore del Giappone, in qualità di visitatore plenipotenziario vicario del Preposito generale della Compagnia di Gesù per l'Asia sotto il patronato regio del Portogallo coordinò e sovrintese tutte le missioni gesuite in Oriente e ne istituì di nuove tra gli ultimi decenni del XVI secolo e l'inizio del XVII. Affidò la missione in Cina al suo ex allievo Matteo Ricci. Promosse il metodo catechistico dell'inculturazione nel continente asiatico.

## Biografia
Figlio di Giambattista Valignano membro di una delle più illustri famiglie teatine, quella dei Valignani, e di Isabella de' Sangro (o di Sangro), nobildonna napoletana. Venne inviato presso l'università di Padova a studiare diritto. La sua impronta aristotelica Valignano la formò «nell'ambiente filosofico dell'immanentismo materialistico patavino di cui era stato antesignano il filosofo Pietro Pomponazzi e che al suo tempo era stato illustrato da esponenti di notevole rilievo come lo Zabarella e il Cardano.»
Laureatosi, nel 1557, nello stesso anno, ricevuti i primi voti e la tonsura, ottenne il beneficio dell'abbazia di Santo Stefano del Casale e nel 1559, grazie a papa Paolo IV, già vescovo di Chieti e amico di famiglia, ricevette un canonicato del capitolo cattedrale di Chieti; nel 1561 ebbe anche il beneficio dell'abbazia di Sant'Antonio.
Fallì il tentativo di impiegarsi presso la curia romana a causa della morte di papa Paolo IV. Tornò quindi a Padova.
Nel 1562 venne accusato (probabilmente ingiustamente) di aver pugnalato una donna, Franceschina Trona, e venne rinchiuso in un carcere a Venezia dal novembre 1562 al marzo 1564: venne liberato dalla Quarantia al Criminal della Repubblica solo grazie all'intercessione dell'arcivescovo di Milano, Carlo Borromeo e del nunzio apostolico di Venezia, Ippolito Capilupi, e comunque solo dopo essere stato condannato al risarcimento della presunta vittima con 200 ducati ed essere stato bandito per quattro anni dalla Repubblica di Venezia.
Nel 1565 si trasferì a Roma e divenne "uditore" del Cardinale austriaco Mark Sittich von Hohenems, cugino dell'arcivescovo Carlo Borromeo. Lì ebbe modo di conoscere da vicino la Compagnia di Gesù e rimase fortemente colpito dai racconti sulle missioni: il 29 maggio 1566 entrò nel noviziato di Sant'Andrea al Quirinale e, dal 18 maggio 1567, passato al Collegio Romano (ora Pontificia Università Gregoriana), iniziò a studiare filosofia, metafisica oltre a fisica e matematica con Cristoforo Clavio. Lì scoprirà gli Annales Ecclesiastici di Cesare Baronio sull'interpretazione dei quali poggiò gran parte dei suoi futuri metodi missionari.
Nominato amministratore della casa di noviziato, continuò comunque gli studi e frequentò il corso di teologia (1569 - 1571), nel corso del quale venne ordinato sacerdote in Laterano (25 marzo 1570).
In seguito, ebbe diversi incarichi nella Compagnia, visitò Loreto e l'Abruzzo, ove caldeggiò l'edificazione di un collegio gesuita a Chieti, governata dalla sua famiglia, che però fu istituito nel luglio 1628, ventidue anni dopo la sua morte, grazie ai buoni uffici di Giovanni Andrea ed Ascanio, fratelli di padre Alessandro. Dal 1572 poi fu maestro dei novizi e rettore del Collegio dei Gesuiti di Macerata, dando altresì la sua disponibilità a partire missionario per le Indie. Nell'estate del 1573, dopo che Valignano ebbe compiuta la professione del "quarto voto" (8 settembre 1573), il Preposito generale della Compagnia di Gesù Everardo Mercuriano lo ritenne profilo idoneo al delicato e difficile incarico di visitatore generale delle missioni delle Indie Orientali con facoltà di mandato in tutto l'ambito di competenza coloniale del Portogallo (patronato regio), cioè tutte le terre ad est di Capo di Buona Speranza fino all'arcipelago filippino, escluso perché di competenza spagnola. Il ruolo del Visitatore implicava poteri vastissimi di ispezione, organizzazione e gestione di tutte le missioni in Asia dei Gesuiti, con responsabilità di vicario del Preposito generale medesimo.

## L'attività missionaria: il ruolo di visitatore
Valignano partì da Roma il 20 settembre 1573 per il Portogallo, da dove salpò a bordo di nave Costantina, il 21 marzo 1574, sotto l'egida del regno lusitano e con al seguito 41 gesuiti, per la sede della, al tempo, unica arcidiocesi metropolitana dell'Asia, la colonia portoghese di Goa, in India, ove giunse il 6 settembre 1574, dopo una infruttuosa breve sosta in Mozambico dal 14 luglio al 9 agosto 1574, ed ove, nominato responsabile provinciale, restò quattro anni. Creò una scuola di Tamil, fondò una tipografia ove stampò la Dottrina Cristiana in Tamil, riorganizzò modernamente le missioni indiane creando seminari, parrocchie e confraternite ed edificò nuove residenze gesuite; pur essendo figlio del suo tempo, (seppur in modo lieve, Valignano non era esente, come all'epoca tutti in occidente ed in oriente, di stimare i popoli in base alle "razze") adottò una strategia fondamentale per il proselitismo cattolico, l'adattamento, facendo un compromesso con le usanze locali, e ciò pur non reputando gli indiani una popolazione idonea ad esercitare il cattolicesimo e ancor meno i ministeri cattolici; fu la prima sua applicazione di una metodologia che evolse nel futuro. Lasciata Goa, visitò le missioni dei gesuiti in India, Malaysia, Molucche e Macao, piccola colonia portoghese in terra cinese, dove giunse il 6 settembre 1578 e dove successivamente fondò, nel 1594, il Collegio dei gesuiti di San Paolo, prima università nell'estremo oriente e punto di riferimento per la Compagnia di Gesù in Asia.

### La missione in Cina: Matteo Ricci

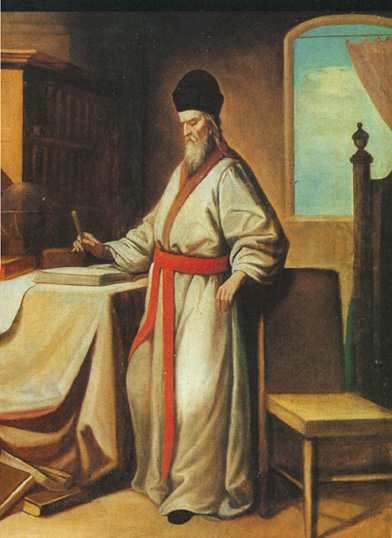
Matteo Ricci, inviato da Valignano ad evangelizzare la Cina

Stabilitosi a Macao, Valignano subito notò che nessun missionario era riuscito ad insediarsi nell'impero cinese. Al fine di intraprendere una missione in Cina, dopo aver dovuto rinunciare a padre Bernardino de Ferraris, già impegnato come rettore a Cochin, in India, convocò per quello scopo uno studioso gesuita, il sinologo Michele Ruggieri e, su richiesta di questi, vista l'immane impresa, convocò anche Matteo Ricci, matematico, anch'egli sinologo e suo ex allievo in Italia, che si unì a Ruggieri nel 1582.
Valignano supervisionò sempre la missione in Cina né fece mai mancare il suo sostegno: subito, nel 1582, dovette opporsi, con successo, al gesuita Alonso Sanchez che sosteneva gli spagnoli e li invitava ad invadere militarmente la Cina partendo dalle Filippine, nonostante la Cina fosse zona d'influenza portoghese, approfittando della temporanea unificazione delle corone di Spagna e Portogallo; nel 1588, scontento dell'impostazione di Ruggieri, lo allontanò lasciando la missione all'operato di Ricci; nel 1592 convocò Ricci a Macao, discusse per due mesi con lui sull'"adattamento" da applicare in Cina e gli consegnò la direttiva missionaria; nel 1593 approvò le metodologie catechistiche di Ricci spronandolo a recarsi a Pechino; nel 1597 nominò Ricci Superiore della missione e, dopo che riuscì a presentarsi a corte nel 1601, nel 1604 lo nominò Superiore provinciale della nuova Provincia di Cina, che aveva appena scorporato dalla Provincia di Macao.

### La missione in Giappone

#### Aspetti economici e amministrativi
Giunto in Giappone il 25 luglio 1579, nel 1580 Valignano riuscì a farsi assegnare, dal daimyō convertito Ōmura "Bartolomeo" Sumitada, la gestione del porto di Nagasaki (già utilizzato da anni dai portoghesi). Sumitada, isolato dai suoi stessi parenti, era pressato dai clan Matsuura e Arima e, militarmente, dalla crescente potenza di Ryūzōji Takanobu, daimyō di Hizen. Pur cosciente che avrebbe comunque perso poteri e privilegi feudali, cedendo ufficialmente sia l'abitato che la gestione del porto ai gesuiti si assicurò la protezione dell'impero portoghese e sottrasse la struttura a Takanobu, consapevole che questi, non conoscendo la potenza effettiva degli europei, non avrebbe osato attaccarli. Valignano trasformò il porto di pescatori in porto commerciale, sviluppando enormemente il traffico merci con Macao, anch'essa gestita dai gesuiti per concessione portoghese, e con i cui proventi finanziò le missioni in Asia. Rapidamente Valignano riuscì ad imbastire linee navali di interscambio di merci tra Cina e Giappone, soprattutto per l'interscambio tra la seta cinese e l'argento giapponese, con un profitto, per i commercianti, del 70% del valore, il 5% del quale veniva riconosciuto ai gesuiti, che ottennero anche la salvaguardia del risarcimento delle loro quota in caso di merci perdute. Il tutto oltre, ovviamente, ai diritti portuali ed ai dazi di importazione che Valignano incrementò notevolmente. Malgrado reiterati divieti formali delle autorità giapponesi, si incrementò anche la tratta degli schiavi, tollerata dai Gesuiti (Bolle dei papi Niccolò V, Callisto III e Sisto IV), e pratica all'epoca normale per i portoghesi e per i giapponesi.

Nonostante il riconoscimento dell'importo dei dazi a Sumitada, fino alla fine del '500 la missione in Giappone fu considerata, economicamente, la più importante in assoluto per la Compagnia di Gesù (L'attività mercantile portuale, così sfacciatamente gestita in modo diretto dai gesuiti, non fu gradita dalla Santa Sede, fomentata dalle altre congregazioni e dai commercianti esclusi dall'affare; tuttavia i proventi di tale attività, e nonostante i fondi garantiti comunque dal patronato regio portoghese, mantenevano di fatto l'intero impianto missionario in Giappone, in forte sviluppo, ed aiutavano nel resto dell'Asia, per cui Valignano, con molto tatto, ignorò le raccomandazioni e gli ordini da Roma rassicurando sull'assoluta transitorietà e necessità contingente dell'impresa).

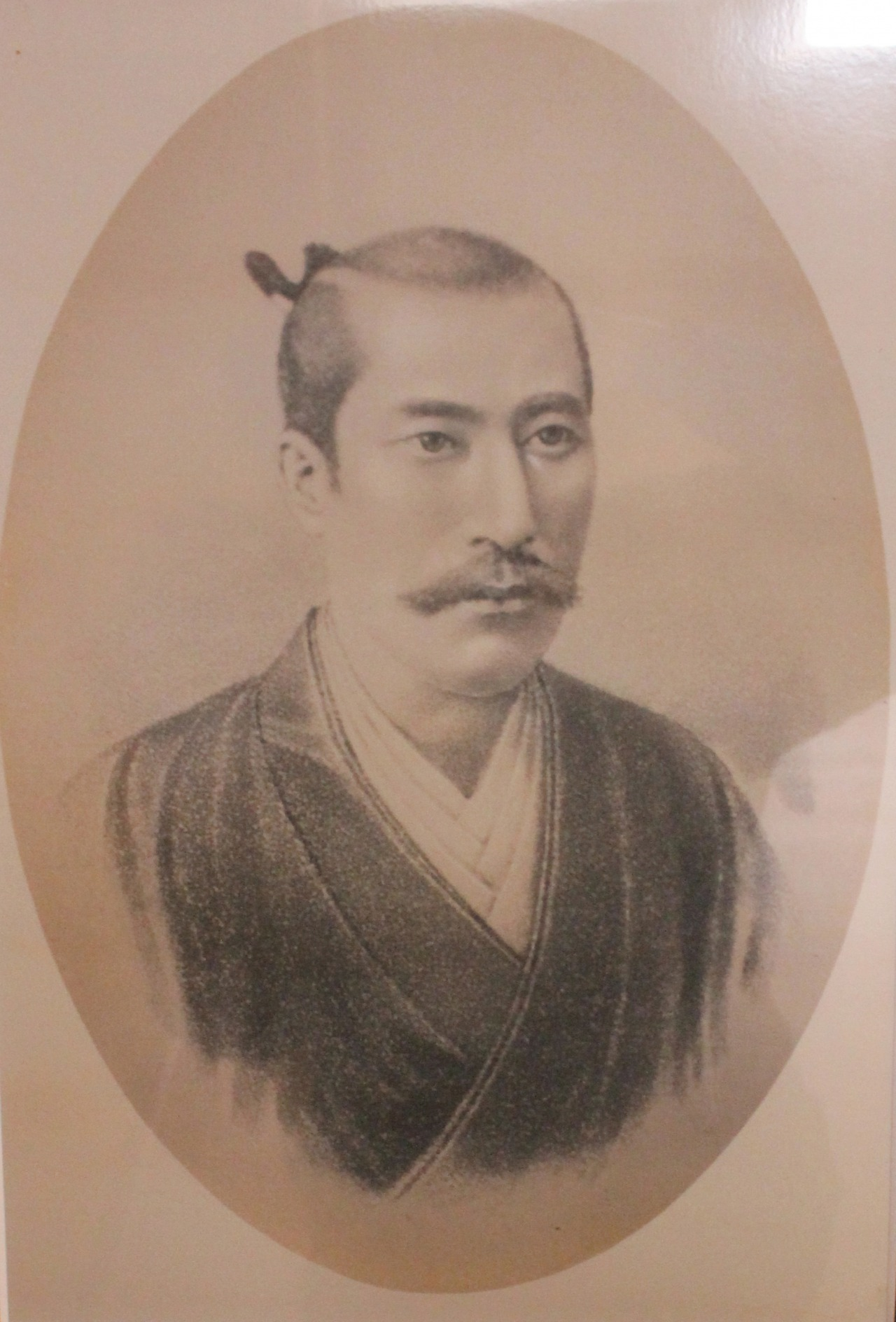
Il daimyō Oda Nobunaga

Sempre nel 1580, grazie agli ottimi rapporti con il potentissimo daimyо̄ Oda Nobunaga, Valignano si fece donare un terreno per la fondazione di un seminario ad Azuchi presso il lago Biwa, poi affidato al confratello Organtino Gnecchi Soldo (Nobunaga chiese a Valignano di cedergli il suo cameriere-guardia del corpo africano Yasuke in qualità di bushi, cioè guardia personale, e che poi, tramite il daimyō, fu forse promosso hatamoto nell'accezione ante seicentesca, cioè servitore degno di impugnare due spade). Per emulazione altri signori convertiti, con altre loro donazioni, permisero la creazione di un seminario ad Arima (zona Shimabara, un ex monastero buddista che Valignano lasciò inalterato anche negli arredi per integrare meglio i seminaristi), un noviziato a Usuki e un collegio intitolato a San Paolo a Funay (entrambi nei pressi dell'attuale Ōita). I seminari furono attentamente progettati in adattamento culturale per fondere la sensibilità giapponese con l'impianto ideologico e filosofico europeo cercando di replicare l'istituzione giapponese del "dojuku", il noviziato monastico buddista.
A fine 1581 padre Valignano poté già creare la vice Provincia gesuita del Giappone.
Valignano, che organizzò personalmente la missione in Giappone, vi si recò in tre occasioni, nel 1579 fino al 1583, nel 1590 fino al 1592 e nel 1598 fino a tutto il 1603; il ruolo di Visitatore, infatti, lo costringeva a viaggi per ispezioni e gestione dei problemi nelle varie missioni gesuitiche in tutta l'Asia.

#### I frutti della missione
Valignano aveva intuito l'importanza di mantenere saldo il rispetto della cultura locale, verso la quale nutriva un'altissima considerazione, e raccomandò con insistenza i propri confratelli ad apprendere usi e costumi dei paesi che li ospitavano.
In Giappone la predicazione del cattolicesimo diede ottimi frutti e produsse una significativa comunità cristiana, radicata nella fede e nella cultura locale: Valignano apprese la lingua giapponese ed obbligò tutti i confratelli europei a seguirne un corso biennale, curò personalmente la diffusione della stampa delle belle arti occidentali; introdusse la stampa a caratteri mobili in Oriente, anche in caratteri giapponesi, con la tipografia da lui fondata a Kazusa (provincia di Hizen) ed affidata al confratello Giovanni Battista Pesce, riuscendo ad avere la dispensa pontificia dalla necessità dell'Imprimatur della Santa Inquisizione di Goa per tutte le proprie stampe. Redasse la prima grammatica e il primo vocabolario di conversione linguistica con il giapponese, con ben 32.798 voci, con la collaborazione di padre Antonio Prenestino, e commissionò allo storico missionario Luis Frois la scrittura della storia della missione in Giappone.
Fondò chiese, collegi (quattro seminari e scuola di belle arti occidentali come musica e pittura, quest'ultima affidata a padre Giovanni Cola, pittore) e ospedali; tramite il vescovo coadiutore Luis Cerqueira, succeduto in Funay dal 1598 al titolare Martins, deceduto, (Macao era diocesi dal 1576, e Funay fu scorporata da essa nel 1588), permise l'ordinazione presbiteriale, assoluta novità, di sacerdoti indigeni: Valignano stimava molto il popolo giapponese e riteneva indispensabile la creazione di un clero locale per radicare il cristianesimo. Nei collegi, seminari e noviziati si seguiva lo stesso programma di studi adottato a Roma, a Parigi o a Coimbra con la sola sostituzione del latino (comunque studiato ai fini sacramentali) col giapponese, in più Valignano fu il primo che adottò studi comparati in Giappone combinando gli studi dei classici giapponesi e cinesi con gli studi umanistici europei.

#### L'inculturazione e l'adattamento
Dopo il suo "Catechismus Iaponensis" del 1580 redasse nel 1581 il "Cerimoniale per i missionari in Giappone", vero e proprio manuale dei concetti di "inculturazione" e di "adattamento", di sua ideazione, affinché i propri confratelli missionari in Asia potessero giovarsene, al fine di proseguire nell'evangelizzazione senza intaccare o offendere i principi millenari della tradizione e cultura locali, rendendo nel contempo comprensibile il Cristianesimo senza falsarne la dottrina.
Il testo prodotto era connesso ad un aspetto della cultura italiana del Rinascimento costituito dall'elaborazione di codici di comportamento validi entro determinati contesti, individuando con essi una nuova personalità che favorisse la capacità di adattamento flessibile agli altri. In tal modo Valignano, culturalmente debitore della tradizione di Baldassarre Castiglione e Giovanni Della Casa, sperava di ottenere un equilibrio fra due culture diversissime, la cultura occidentale e quella nipponica. Valignano poneva l'accento sull'importanza di approfondire la conoscenza di aspetti religiosi ma anche artistici, linguistici e letterari delle diverse culture, nonché degli usi e dei costumi, tenendo ben fermi quattro cardini di comportamento: autorità, rispetto, amore e confidenza. Di conseguenza, abbandonando l'approccio eurocentrico, prevedeva di conformarsi al luogo, alle persone, al tempo e alle circostanze con le quali si aveva a che fare, compresi, in primis, la lingua, da imparare, e quindi le regole di etichetta da osservare, la cura del proprio corpo e della propria immagine, fino a corrispondere con gli ospiti locali le espressioni, le gestualità e gli stati d'animo. L'ignoranza delle diversità avrebbe senza meno condotto ad equivoci tra persone di diversa provenienza e cultura. Valignano ebbe a scrivere nel 1580: "[...] Pertanto né in India né in Europa le condizioni giapponesi possono essere ben giudicate o definite, e nemmeno comprese o immaginate così come stanno accadendo. Perché qui c'è un modo molto diverso di andare avanti e usanze e leggi diverse. Molte cose che in Europa sono apprezzate come segno di cortesia e onore sono grandi e gravi insulti e molte altre cose che sono così comuni qui che non si può vivere e negoziare con i giapponesi senza, che si applichino in Europa come indelicate e non adatte." "Sono tanto padroni delle loro passioni che, sebbene le sentano nell'interno (honne), non le danno a vedere al di fuori (tatemae) [...]" "Non raccontano i loro guai come sogliono fare i nostri europei, merceghé tengono per principio che, visitando alcuno, non gli se deve dire cosa che possa affliggerlo [...] colla professione che fanno di sapere soffrire ogni molestia e di ostentare coraggio nell'avversità [...] incontrandosi con altri danno sempre a vedere animo grande e viso allegro." "[...] pur covando nel cuore crudelissima nimicizia, ostentano scambievolmente allegro sembiante [...]". Alla luce di ciò, soprattutto i concetti di "esame di coscienza" e di "confessione" si dimostravano particolarmente estranei alla cultura giapponese, tendente alla soppressione e occultamento delle emozioni, così come, d'altro canto, il culto degli antenati e l'importanza data ai beni materiali nelle culture orientali mal si confacevano con la dottrina cristiana. Persino il concetto di vita religiosa in Giappone non era considerato completamente separato dalla vita secolare ma poteva esserne una tappa, cosa normale nel buddismo, quindi nella cultura preesistente, ma era del tutto avulso dall'enfasi cattolica sul sacerdozio eterno. Chiaro quindi che Valignano ritenesse indispensabile, per l'evangelizzazione dei popoli orientali, seguire le orme di Paolo di Tarso, che al suo tempo dovette affrontare un mondo pagano e politeista, e come esso seguire il sottilissimo crinale tra l'inculturazione e il relativismo culturale, con il costante rischio che questo avrebbe potuto sovrapporsi alla dottrina, soffocandola.
Valignano diffuse la sua metodologia nel 1586 scrivendo il "Catechismus Christianae fidei", libro di testo per gli studenti giapponesi ai seminari. Nel 1592 sostituì il "Cerimoniale" con il più aggiornato e sintetico "Libro delle Regole".

#### Le controversie dottrinali
Questi aspetti del catechismo di Valignano lo posero in rotta di collisione con i Francescani ed i Domenicani, che predicavano la supremazia della cultura occidentale e la necessità che tutti dovessero piegarsi alla più rigorosa ortodossia religiosa e agli usi e costumi nonché alle regole civili vigenti in Europa. 
Se a ciò si aggiunge che, all'epoca, l'appartenenza politica dei gesuiti era per le colonizzazioni portoghesi mentre francescani e domenicani parteggiavano per la rivale Spagna, si capisce come il confronto dottrinale e il tentativo di ostacolarsi a vicenda anche a livello di missioni fosse anche strumentale e violento nonché particolarmente delicato anche per il papato.
Saranno queste le cause del vero e proprio conflitto dottrinale, la Controversia dei riti cinesi che, con altri motivi geopolitici, provocò quegli insuccessi missionari in Asia che andavano profilandosi.
Fu proprio per eliminare l'eccessiva personalizzazione delle congregazioni sulle missioni, con tutto quel che ne conseguiva, che dopo pochi anni, papa Gregorio XV decise di creare, con la Bolla "Inscrutabili divinae" del 22 giugno 1622, un apposito ente sotto il suo stretto controllo che si occupasse di preparare e quindi coordinare e gestire le missioni nel mondo, la Sacra congregazione "de Propaganda Fide" (o più semplicemente "Propaganda Fide"), attuale Dicastero per l'evangelizzazione.
Valignano ebbe netti contrasti anche con il gesuita Francisco Cabral, Superiore della vice Provincia del Giappone, che considerava ortodossi e adeguati i metodi di evangelizzazione, sprezzanti per i locali, dell'impostazione domenicana, e li applicava. In breve, nel 1580, su richiesta dello stesso Cabral, Valignano lo sollevò dall'incarico sostituendolo con padre Gaspar Coelho cui attribuì dignità di Superiore della missione in Giappone e vice-Provinciale.

#### L'ambasciata Tenshо̄

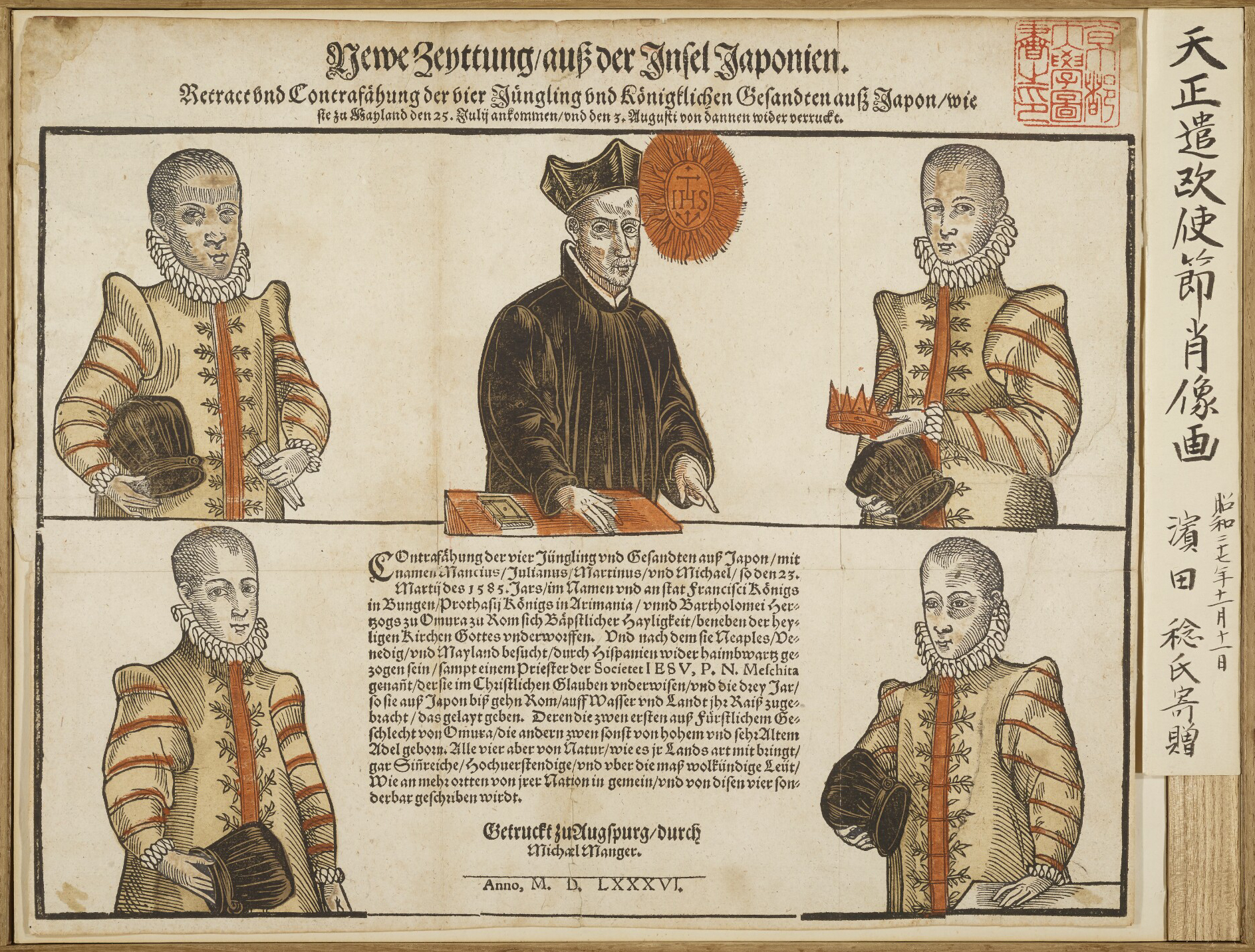
Prima ambasciata giapponese in Europa (1586)

Il grande progetto di evangelizzazione necessitava di nuove sovvenzioni per la costruzione di chiese ed infrastrutture. A tal fine Valignano pensò di rendere omaggio al pontefice inviando una ambasceria giapponese in Europa (poi nota come ambasciata Tenshō) che dimostrasse sia la raffinatezza dei modi e costumi nipponici, sfatando radicati stereotipi, sia il valido percorso intrapreso dalla missione. Contestualmente, al ritorno degli ambasciatori, i loro resoconti avrebbero contribuito ad attenuare il sempre presente senso di superiorità nipponico. In accordo con i "daimyō" cristiani Ōtomo Sōrin, Ōmura Sumitada e Arima Harunobu, Valignano scelse quattro giovani seminaristi giapponesi di nobile stirpe: Itō Mancio, Michele Chijiwa, Giuliano Nakaura e Martino Hara. Partirono il 20 febbraio 1582 con un piccolo gruppo di accompagnatori e con l'interprete gesuita Diogo de Mesquita, fecero tappa a Macao fino al 31 dicembre 1582, poi giunsero a Cochin il 7 aprile 1583, il 20 dicembre 1583 da Goa salparono per l'Europa approdando a Lisbona nel 1584. Valignano, avuto l'ulteriore incarico di superiore Provinciale delle Indie (che lascerà nel 1587), non poté accompagnarli. Visitarono il Portogallo e la Spagna ove furono ricevuti dal re Filippo II, sovrano di entrambe le corone.

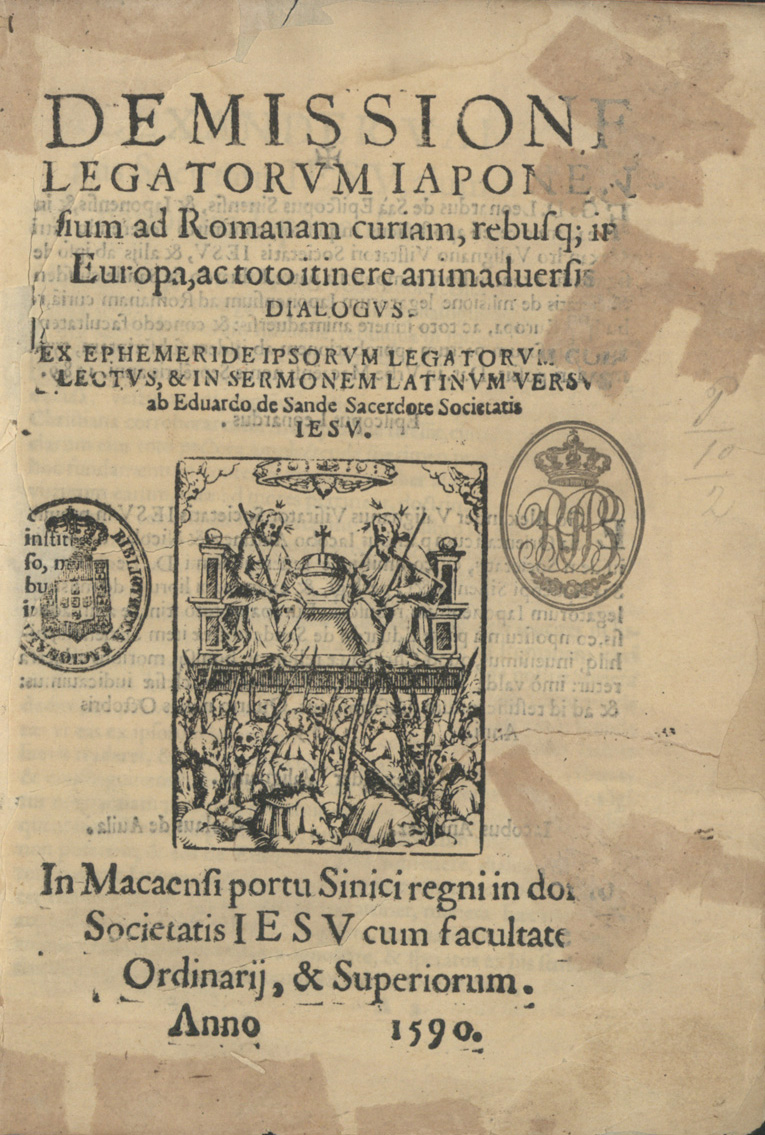
Copertina del rapporto della prima legazione giapponese in Europa (1590)

Successivamente raggiunsero L'Italia sbarcando a Livorno nel 1585 ove, accompagnati dal granduca Francesco I de' Medici, visitarono Firenze, Pisa e Siena. Chiamati dal pontefice incontrarono Papa Gregorio XIII e, alla morte di questi, anche Papa Sisto V che li onorò della cittadinanza romana e donò loro la chiesa di Santa Maria dell'Orto, tuttora la chiesa di riferimento per la comunità giapponese in Italia. Successivamente gli ambasciatori fecero tappa a Napoli, Ferrara (accolti dal duca Alfonso II d'Este), Venezia, Mantova, Milano e Genova, da dove si imbarcarono per il viaggio di ritorno. La loro presenza in Europa fu un vero e proprio evento ed ebbe grande notorietà. Gli ambasciatori giunsero a Goa il 29 maggio 1587 e in Giappone nel 1590 dopo quattro anni di viaggio, in totale la visita in Europa durò oltre otto anni. Furono accolti da eroi, ma ormai il clima politico in Giappone, per i cattolici, era cambiato.

#### La crisi della missione in Giappone e la repressione
Rispetto alla Cina, ove Matteo Ricci operava su una base statuale solida e tranquilla, la situazione politica in Giappone era molto instabile. L'istituzione imperiale, all'epoca, esisteva sulla carta, il vero potere era detenuto dai feudatari in continuo scontro per il predominio. I giapponesi erano consci delle loro dimensioni territoriali, del loro livello demografico e della debolezza militare, soprattutto nella marina da guerra, costituita perlopiù da fortezze galleggianti ben armate e corazzate ma pesantissime, lente ed adatte alla sola difesa costiera e per il resto da naviglio leggero, veloce ma inadeguato al combattimento (solo nel 1604 lo "shōgun" Tokugawa cominciò a porvi rimedio commissionando navi di tipo occidentale al navigatore britannico William Adams divenuto suo consigliere). Il timore di invasione, prima religiosa ed a seguire commerciale ed infine militare da parte delle potenze europee, terrorizzava i signori locali, e cominciavano ad avvertirsene i prodromi. Peraltro molti potenti daimyо̄ erano convertiti, spesso solo perché li faceva preferire nei rapporti economici con gli europei, e ciò li rendeva sospetti di possibili tradimenti in eventuali collusioni politiche e militari con gli stranieri.
Già all'alba dell'ultimo decennio del Cinquecento l'ostilità delle istituzioni verso gli stranieri cominciò a manifestarsi con le prime persecuzioni contro i cristiani, sospettati di essere teste di ponte per la conquista europea del Giappone. Ed i sospetti delle istituzioni nipponiche erano fomentati e alimentati dagli stessi occidentali (portoghesi, spagnoli, inglesi e, soprattutto, olandesi) che reciprocamente si denigravano e calunniavano, cercando di mettersi l'un l'altro in cattiva luce, agli occhi dei nativi, per motivi di interessi commerciali o religiosi (l'unificazione dei regno portoghese sotto l'egida del regno spagnolo portò ad un rapido cambio di alleanze politiche e commerciali, per cui gli inglesi e gli olandesi, alleati dei portoghesi quand'erano indipendenti, divennero di colpo loro nemici e concorrenti commerciali col regno iberico unificato).
La reazione dei giapponesi montò rapidamente, per paura. Ne avevano ben donde del diffidare degli occidentali, considerato, per esempio, quel che successe all'India pochissimi anni dopo, con la Compagnia inglese delle Indie Orientali prima e con il Raj dopo. L'obbiettivo diventò eliminare tutto ciò che non fosse giapponese ed isolare quasi del tutto l'Impero al fine di proteggerlo, impresa che, in pochi decenni, riuscì, (Sakoku 1641) nonostante i tentativi di rivolte, soffocati nel sangue (Rivolta di Shimabara 1637). 

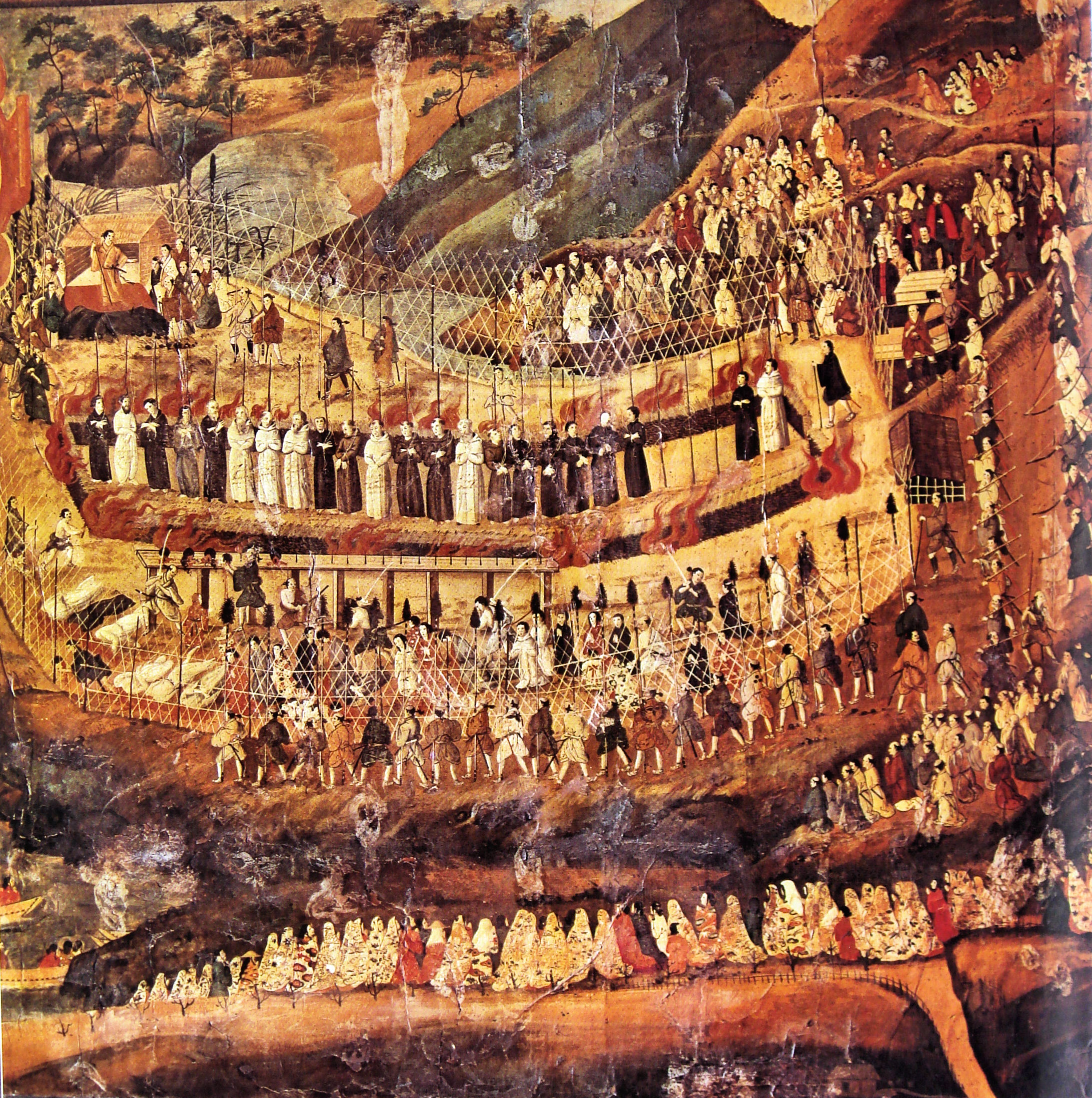
Martiri cristiani a Nagasaki 1597

La persecuzione contro i cristiani, avviata nel 1587 da Toyotomi Hideyoshi (editto della cacciata dei gesuiti del 24-25 luglio 1587 che non ebbe seguito pratico), e nei decenni seguenti facilitata, su specifico ordine, dalle delazioni dei monaci buddisti, distrusse quasi completamente la fiorente cristianità giapponese: il numero dei martiri, nelle sole esecuzioni, toccò il numero di 1 200 (ma altre fonti parlano di 1 600). Dopo il doloroso episodio dimostrativo dei ventisei martiri, nel 1597, Valignano dovette accorrere in Giappone, in incognito, nell'agosto del 1598. Nel frattempo Valignano era mancato oltre cinque anni durante i quali, dopo essersi precedentemente dedicato ad attività tipografica a Nagasaki col tornio portato dall'Europa, e stampato, novità assoluta, i primi libri in giapponese utilizzando caratteri latini, svolse fuori dal Giappone il compito di Visitatore in altre missioni (dal marzo 1595 all'aprile 1597, visitò l'India, e, in un nuovo aperto contrasto coll'ivi padre provinciale Francisco Cabral, rimise l'incarico di Visitatore per le Indie, mantenne l'incarico per il solo estremo oriente e tornò a Macao).

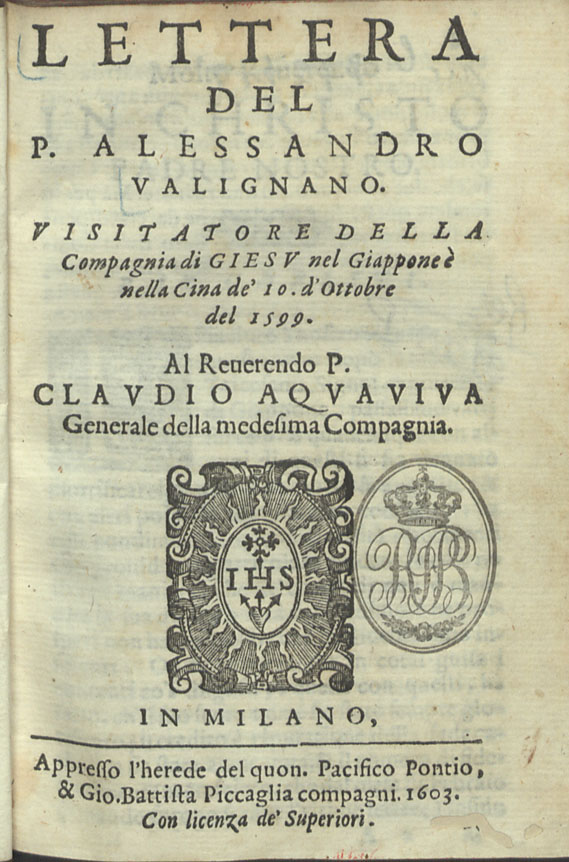
Lettera di Alessandro Valignano al Preposito gesuita Claudio Acquaviva - 1599

#### Ultimi anni della missione gesuita in Giappone
Approfittando della morte di Hideyoshi nel 1598 e con l'importante aiuto del vescovo gesuita Luis Cerqueira, riuscì in parte a riparare gli enormi danni derivanti dalla predicazione catechistica dei francescani, arrivati dalle Filippine in sua assenza, che propugnava un sistema di vita e di comportamento, nonché di animo penitente e povertà materiale del tutto avulso se non opposto alla millenaria realtà culturale nipponica, orgogliosa, tesa a reprimere i sentimenti ed a ostentare, come ovunque in Oriente, bellezza e ricchezza personale. A ciò si aggiunga che tale predicazione, rivolta direttamente al popolo scavalcando il controllo della nobiltà, in una società giapponese ancora rigidamente feudale e sempre più bloccata in caste sociali, era una cosa inaccettabile per la perdita di prestigio del signore e il rischio di possibili rivolte che poteva provocare (con il regno iberico unificato il Papa non ebbe alcuna remora derivante dalla politica internazionale all'accontentare le congregazioni che insistevano per recarsi in Giappone). Valignano riaprì collegi e seminari chiusi da Hideyoshi, trasferendoli prudenzialmente con l'aiuto di daimyо̄ ben disposti, ne fondò altri, battezzò moltissimi nuovi convertiti e iniziò la scrittura dell'opera "Principio e progresso de la religion christiana en Jappon" per sostituire l'analoga opera del suo segretario Froìs che non lo soddisfaceva. Scrisse solo il primo dei cinque libri previsti: alla salita al potere di Ieyasu Tokugawa con la carica di "shōgun" (inizialmente benevolo verso i cattolici ma poi fomentato negativamente dai protestanti olandesi e da William Adams avventuriero britannico al soldo degli olandesi, nemico di lunga data dei cattolici, che lo avrebbero voluto messo a morte come traditore ed eretico, degli spagnoli e dei portoghesi, che lo bandivano come un corsaro avverso, naturalizzato giapponese e divenuto consigliere di Ieyasu Tokugawa) Valignano dovette, nel 1604, tornare definitivamente a Macao.
A seguito della repressione ormai decisa da Ieyasu Tokugawa, inasprita dai discendenti e che durò decenni, i pochi cristiani rimasti furono costretti alla clandestinità (kakure kirishitan).

### Le critiche e l'abbandono del metodo dell'inculturazione
Il metodo di Valignano, avversato da altri missionari (soprattutto francescani e domenicani), che consideravano idolatriche e sincretistiche le pratiche tradizionali delle popolazioni orientali (Costituzione apostolica "Cum Deus Optimus", 1704, e bolla "Ex Illa Die" di papa Clemente XI, 1715), venne definitivamente abbandonato nel 1742, quando, con le bolle "Ex quo singulari" e, due anni dopo, "Omnium solicitudinum", papa Benedetto XIV (particolarmente vicino alle tesi dello storico e presbitero Ludovico Antonio Muratori esplicitate nelle opere "De Superstitione Vitanda" ed altre, tra cui la successiva "De regolata devotione de' cristiani") proibì ai neoconvertiti la pratica dei cosiddetti Riti Cinesi. Già però la "Propaganda Fide", dalla sua fondazione nel 1622, anche aggirando le stringenti norme del patronato regio per mezzo dell'invio di vicari apostolici, aveva adottato un criterio di evangelizzazione più rigido ed eurocentrico, isolando sempre più la Compagnia di Gesù.
Si dovette aspettare il secolo XX e il decreto Ad Gentes del 1965 a conclusione del Concilio Ecumenico Vaticano II perché tutta la Chiesa si rendesse conto, anche se, ovviamente, con un'analisi più evoluta e moderna, dell'importanza dell'inculturazione, a suo tempo intuita ed applicata dal Valignano, come necessità assoluta per l'incontro fra i popoli e il Vangelo e, ancora più recentemente, come metodo antropologico (a cui fondere in questo contesto anche il concetto di acculturazione) efficace per rapportarsi con altre culture in ogni campo delle relazioni umane.
I metodi di Valignano, poi adottati, tra gli altri, anche da Matteo Ricci e Roberto de Nobili, dovettero essere abbandonati, sostituiti da rigide regole di conversione religiosa che non diedero molti frutti nell'evangelizzazione dell'Asia.

### Morte
Alessandro Valignano morì il 20 gennaio 1606 a Macao, all'età di sessantasei anni, per un letale aggravamento della gotta di cui soffriva, giusto prima di poter partire per la Cina, ove l'allievo Matteo Ricci l'attendeva per mostrargli i progressi conseguiti.

## L'eredità missionaria di Valignano
Oltre l'università a Macao e le tipografie, la sua eredità missionaria in Giappone prima della repressione fu di 150000 convertiti, 200 chiese edificate, 600 tra presbiteri e accoliti locali, scuole, ospedali, quattro seminari ed il porto commerciale di Nagasaki che sopravvisse e fu utilizzato dagli unici europei ammessi in Giappone dopo il sakoku, gli olandesi (che stavano soppiantando i portoghesi nei commerci e nelle colonie asiatiche e, calvinisti, non presentavano mire religiose recepite come pericolose dai potentati locali).

Del Valignano Matteo Ricci ebbe a scrivere al Preposito generale Claudio Acquaviva: "Quest'anno, oltre agli altri travagli che mai ce ne mancano, avessimo questo molto grande della morte del padre Valignano, padre di questa missione, con la perdita del quale restassimo come orfani, e non so con che Vostra Paternità ce la possa ristorare [...] fu notato da tutti aver Iddio permesso che questo regno non potesse godere dell'aiuto di due grandi servi di Iddio, il Beato padre Francesco Saverio et il padre Alessandro Valignano, che desiderarono tanto entrare in questo regno per il bene di tante anime, et ambedue morirono alla porta di esso senza potere porre in opera il loro desiderio".
Padre Alessandro Valignano venne sepolto a Macao, nella chiesa della Mater Dei, adiacente al collegio da lui fondato.
Lo storico gesuita statunitense Thomas J. Campbell, già docente e presidente del St. John's College (ora Fordham University, NYC), nel suo trattato "I gesuiti 1534-1921" lo definì "il più grande uomo delle missioni in Oriente dopo Francesco Saverio".

## Opere
- Alessandro Valignano, Il cerimoniale per i missionari del Giappone, a cura di Josef Franz Shutte, saggio introduttivo di Michela Catto, Edizioni di Storia e Letteratura, Roma 2011
- Alessandro Valignano, Catechismus christianae fidei. Lisbon: Antonius Riberius, 1586 (opera rarissima ma inclusa nel primo volume di Antonio Possevino, Bibliotheca Selecta Qua Agitur De Ratione Studiorum in Historia, in Disciplinis, in Salutem Omnium Procuranda. Roma: Typographia Apostolica Vaticana, 1593)[1].
- Alessandro Valignano, Dialogo sulla missione degli ambasciatori giapponesi alla curia romana e sulle cose osservate in Europa e durante tutto il viaggio, a cura di Marisa Di Russo, traduzione di Pia Assunta Airoldi, Edizioni Olschki, Firenze, 2016.